# Якубовский, Юрий Владимирович
Юрий Владимирович Якубовский (1918—2011) — советский и российский учёный, геофизик-электроразведчик, профессор, доктор технических наук (1964), преподаватель, основоположник научной школы в области индуктивных методов электроразведки. Ветеран Великой Отечественной войны. Соавтор (вместе с Л. Л. Ляховым) нескольких учебников по электроразведке. Лауреат Государственной премии СССР в области науки и техники 1985 года за учебник для средних специальных учебных заведений «Электроразведка» (1982). Заслуженный деятель науки РФ, отличник разведки недр, Заслуженный геолог СССР.

## Биография
Родился 17 марта 1918 года в Киеве. Затем переехал в Подмосковье, в 1936 году получил аттестат зрелости в Мытищах и поступил на геофизический факультет МГРИ. Закончил его в 1941 году и был распределён в Украинское отделение Союзного геофизического треста (Киев).  Начало войны застало его на полевых работах в Днепропетровской области. Вернулся в Киев, записался добровольцем и в составе 264 стрелковой дивизии и был отправлен на оборону столицы Украины. В ходе Киевской стратегической оборонительной операции попал в плен, бежал и скрывался на оккупированной территории до 1943 года, прошел через фильтрационный спецлагерь НКВД (Винница). 24 января 1944 года прибыл в военно-пересыльный пункт 8-го армейский запасного стрелкового полка, отбыл  27 января 1944 года в 305 стрелковую  дивизию. Воевал до 1944 года, после тяжелого ранения был демобилизован.
После госпиталя вернулся во МГРИ и поступил в аспирантуру к А. И. Заборовскому, где занимался  электроразведкой на переменном токе. В 1948 году защитил кандидатскую диссертацию и  начал педагогическую работу во МГРИ.
В 1950—1960-х годах группа исследователей во главе с Якубовским создала теорию, аппаратуру и методику низкочастотной индуктивной электроразведки. Группой было предложено изучать гармонические  и неустановившиеся электромагнитные поля для решения задач рудной геофизики. В 1963 году Якубовский опубликовал монографию «Индуктивные методы электроразведки», а в 1964 году стал доктором технических наук. С 1965 года в МГРИ под руководством Якубовского индуктивные методы начали применяться для изучения магнитных свойств геологических объектов.  В 1986 году была опубликована монография «Низкочастотная индуктивная электроразведка при поисках и разведке магнитных руд».
В 1965 году вышел учебник «Электроразведка» для техникумов, написанный им совместно с Л. Ляховым, который затем многократно переиздавался и был переведен на испанский язык. В 1973 году вышел вузовский учебник, написанный Якубовским. В конце 1960-х годов он в течение нескольких лет возглавлял кафедру геофизики в Нефтяном институте Алжира. Преподавательскую деятельность прекратил в 2002 году.
Умер 31 мая 2011 года в Мытищах.

## Награды
- Орден Отечественной войны II степени
- Орден Отечественной войны I степени
- Медали

## Труды
- Якубовский Ю. В., Ляхов Л. Л. Электроразведка: Учебник для геологоразведочных техникумов. — М.: Госгеолтехиздат, 1956.[8]
- Якубовский Ю. В. Электроразведка: Учебник для вузов.— М.: Недра, 1980.
- Якубовский Ю. В., Ляхов Л. Л. Электроразведка. — М..: Недра, 1982.